# Jerzy Jarosz (fizyk)
Jerzy Jarosz – polski fizyk, popularyzator nauki, nauczyciel akademicki.

## Życiorys
Ukończył fizykę na Uniwersytecie Śląskim w Katowicach, uzyskał stopień doktora, promotorem jego pracy doktorskiej pt. Analiza linii rezonansowych oraz badanie stanów nieuporządkowania metodą natężenia linii ESR w międzymetalicznych związkach Gd1-xRexAl2(Re=Sm, Tb, Dy, Ho, Er, Y) był August Chełkowski.
Prowadził cotygodniowy program „Cogito” w TVP3 i współpracuje z Radiem Katowice.
W 2003, podczas Zjazdu Fizyków Polskich w Gdańsku, wraz ze dr Anetą Szczygielską i mgr Janiną Pawlik, otrzymał nagrodę ZG PTF im. Krzysztofa Ernsta za wybitne osiągnięcia w popularyzowaniu nauki.
Jest wiceprezesem stowarzyszenia Śląska Kawiarnia Naukowa. W 2006 został laureatem Popularyzator nauki 2006', sprawuje funkcję przewodniczącego Polskiego Klubu Demonstratorów Fizyki.
Jest pracownikiem Uniwersytetu Śląskiego, gdzie zajmuje się prowadzeniem Pracowni Dydaktyki Fizyki; był pomysłodawcą Uniwersytetu Śląskiego Dzieci, którego działania koordynuje.
Jest autorem zbioru zadań dla gimnazjum (wraz z Anetą Szczygielską i Beatą Orgasińską) oraz Tablic fizyczno-astronomicznych (wraz z Beatą Zagórską).